# Dastakert

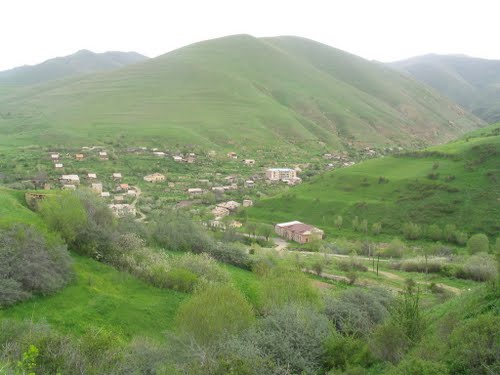
Dastakert

Dastakert (armenisch Դաստակերտ) ist ein Dorf in der armenischen Provinz Sjunik (historisch Sangesur), das bis 2017 Stadtstatus als sogenannte Siedlung städtischen Typs besaß. Mit nur 301 Einwohnern (Berechnung 2009) galt es bis dahin als die kleinste Stadt Armeniens.

## Geographie
Die Stadt liegt in Westen der Provinz unweit der Grenze zur aserbaidschanischen Autonome Republik Nachitschewan. Der in etwa 2000 m gelegene Ort ist von den dort um 3000 m hohen östlichen Nebenkämmen des Sangesurkammes umgeben. Dastakert liegt am Oberlauf des in den Tolors-Stausee des Sissian mündenden Flüsschens Ajriget. Der Sissian mündet wenig später, bei der 15 Kilometer Luftlinie nördlich von Dastakert liegenden gleichnamigen Stadt Sissian in den Worotan.

## Geschichte
Der armenische Geschichtsschreiber Stepanos Orbeljan († 1304) erwähnt den Ort erstmals für das 12. bis 13. Jahrhundert, als es zur Provinz Zghuk des Sjunik-Staates gehörte, der von 970 bis zur Eroberung durch die Seldschuken 1170 ein unabhängiges Königreich darstellte und unter der Mongolenherrschaft ab 1251 relativ autonom war. Das Dorf wurde in dieser Zeit als Dastakern oder Dastakjurd bezeichnet.
1951 erhielt Dastakert im Zusammenhang mit der Errichtung eines Kupfer-Molybdän-Bergwerkes mit zugehöriger Erzaufbereitungsfabrik den Status einer Siedlung städtischen Typs. Die Produktion wurde 1952 aufgenommen. Der Bergbau erlebte jedoch nach einer kurzen Blütezeit einen raschen Niedergang, und die Einwohnerzahl sank von 2.317 (1959) über 1.308 (1970) auf nur noch 326 im Jahre 1989. Während der Wirtschaftskrise in den Jahren des Zerfalls der Sowjetunion nach 1990 ging das dem Sangesurer Kupfer- und Molybdänkombinat angeschlossene Werk bankrott.
Obwohl sich die Einwohnerzahl auf dem niedrigen Niveau von 1989 stabilisierte, erhielt Datakert im Jahr 1995 die Stadtrechte.

## Sehenswürdigkeiten
Zwei Kilometer nördlich gibt es einen Felsen mit alten Inschriften, genannt Wardapet-Stein, im nordöstlichen Teil der Stadt eine alte Grabstätte.

## Wirtschaft und Infrastruktur
Das einzige größere Unternehmen, ein Kupfer-Molybdän-Bergwerk im Tal oberhalb der Stadt mit Erzanreicherungsfabrik, hat seinen Betrieb Anfang der 1990er Jahre eingestellt.
Dastakert ist über die Regionalstraße H44 mit Sissian und der sechs Kilometer jenseits von Sissian vorbeiführenden Fernstraße Jerewan – Meghri verbunden. Über diese ist Dastakert 236 Kilometer von der Landeshauptstadt Jerewan und 115 Kilometer von der Provinzhauptstadt Kapan entfernt.